# Tōru Araiba
Tōru Araiba (新井場 徹?, Araiba Tōru; Osaka, 12 luglio 1979) è un ex calciatore giapponese, di ruolo difensore.

## Palmarès

### Competizioni nazionali
- Campionato giapponese: 3

Kashima Antlers: 2007, 2008, 2009
- Supercoppa del Giappone: 2

Kashima Antlers: 2009, 2010

### Competizioni internazionali
- Coppa Suruga Bank: 1

Kashima Antlers: 2012